# Trichostomum sweetii
Trichostomum sweetii là một loài rêu trong họ Pottiaceae. Loài này được (E.B. Bartram) L. R. Stark mô tả khoa học đầu tiên năm 1996.